# Clusorth-Bramhar
Clusorth-Bramhar ist ein Ortsteil der Stadt Lingen (Ems) im niedersächsischen Landkreis Emsland.

## Geografie und Verkehrsanbindung
Die ehemalige Gemeinde liegt nordöstlich der Kernstadt Lingen. Nördlich des Ortes verläuft die Landesstraße L 67 und östlich die B 213. Westlich fließt der Dortmund-Ems-Kanal und verläuft die B 70. Westlich erstrecken sich auch das Speicherbecken Geeste, das 86,5 ha große Naturschutzgebiet Natura 2000–Biener Busch und das 26 ha große Naturschutzgebiet Natura 2000–Sandtrockenrasen am Biener Busch. Der Ort grenzt im Süden an die Ortschaft Brögbern, im Westen an Biene, im Osten an Bawinkel und im Norden an Bramhar (Geeste).

## Geschichte
Clusorth-Bramhar liegt auf einem Geestrandrücken entlang des Ochsenbruches, einem durch intensive Kultivierungsmaßnahmen seit Mitte des 19. Jahrhunderts trockengelegten, ehemaligen Flachmoor.
Die Ortschaft bildet seit jeher den südwestlichen Bereich des Kirchspiels Bawinkel und war Teil der Bawinkeler Mark. Noch 1555 treten die beiden Bauerschaften nicht namentlich in Erscheinung. Die Beschrivinge der Niedergrafschaft Lingen, ein landesherrliches Einkünfteverzeichnis aus den Jahren 1555 bis 1592, bekundet ausdrücklich, dass das Kirchspiel Bawinkel keine Bauerschaften hat.
Die Besiedlung muss aber spätestens im 16. Jahrhundert erfolgt sein, vereinzelte Höfe werden vermutlich auch schon eher bestanden haben. In einem Einwohnerverzeichnis für das Kirchspiel Bawinkel aus dem Jahr 1555 werden zahlreiche Höfe aufgeführt, die sich im heutigen Gemeindegebiet von Clusorth-Bramhar befanden und zum Teil noch heute existieren.
Nach dem Dreißigjährigen Krieg setzte ein starkes Bevölkerungswachstum ein. Die nachgeborenen Söhne konnten wegen des Landmangels nicht mit einer selbstständigen Stelle abgefunden werden. Das eingeführte Anerbenrecht, wonach nur der älteste Sohn erbt, sollte eine Zerstückelung der Höfe verhindern. Mit den Heuerleuten entwickelte sich nun eine neue, ländliche Schicht, die bald zahlenmäßig den Bauernstand überflügelte und bis in die 1950er Jahre die größte Bevölkerungsgruppe in Clusorth-Bramhar bildete. Die Heuerlinge mieteten vom Bauern ein kleines landwirtschaftliches Haus mit wenigen Morgen Land zur eigenen Bewirtschaftung. Der Heuermann zahlte dem Bauern eine jährliche Pacht in bar und musste zusätzlich dem Bauern, jederzeit auf Abruf, mit Arbeitsleistung zu Diensten sein. Die meisten Heuerleute verdingten sich einen Teil des Jahres als sogenannte „Hollandgänger“ in den Niederlanden, unter schwersten Bedingungen, vorwiegend als Torfstecher und Grasmäher.
Im Jahr 1816 wurde aufgrund von Aussagen damaliger Einwohner festgestellt, dass vor „undenklichen Zeiten“ die Bauerschaften Clusorth und Bramhar eigene Gebilde mit je einem Ortsvorsteher gewesen seien. Unter französischer Herrschaft (1807–1813) mussten diese Selbstständigkeiten aufgegeben werden. Grund für diese erste „Gebiets- und Verwaltungsreform“ in der Geschichte von Clusorth-Bramhar dürfte die geringe Einwohnerzahl gewesen sein. Im selben Jahr stellte man für die größere Einheit Clusorth-Bramhar einen Antrag auf Einsetzung eines Ortsvorstehers.
Mitte des 19. Jahrhunderts wanderten viele Einwohner aus Clusorth-Bramhar nach Nordamerika aus. Hauptsächlich waren es Heuerleute, die in der Heimat sehr schlechte Lebensverhältnisse vorfanden und auf eine bessere Zukunft in Nordamerika hofften. In nur 25 Jahren, von 1840 bis 1865, wanderten über 100 Einwohner aus. Im Jahr 1850 zählte Clusorth-Bramhar 325 Seelen. Die Schülerzahl der Schule Bramhar halbierte sich von 80 im Jahr 1850 auf 40 Kinder um 1859/60.
Im Jahr 1871 gründeten die vier Kirchspielsgemeinden Bawinkel, Plankorth, Duisenburg und Clusorth-Bramhar die Samtgemeinde Bawinkel. Zukünftig sollten bestimmte Gemeindeaufgaben von einer größeren politischen Einheit wahrgenommen werden. Der Zuständigkeitsbereich der Samtgemeinde Bawinkel umfasste die Armenfürsorge, das Feuerlöschwesen, die Bekämpfung der ansteckenden Krankheiten bei Menschen und der Seuchen beim Vieh sowie die Aufwendungen für die Verwaltung. Diese vorausschauende und notwendige Maßnahme wirkte sich in der Folgezeit vorteilhaft auf die Entwicklung des Kirchspiels Bawinkel aus. Die einzelnen Mitgliedsgemeinden wären aus finanziellen Gründen auch kaum in der Lage gewesen, die an sie gestellten Aufgaben ausreichend selbst zu erfüllen. Diese neue Verwaltungseinheit sollte fast ein Jahrhundert lang Bestand haben.
Ab den 1890er Jahren entstanden in Clusorth entlang der Chaussee (heute B 213) mehrere neue Gewerbebetriebe. Infrastrukturelle Anker-Einrichtungen in diesem Quartier waren die 1897 gegründete Genossenschaft „Clusorther Mühle“ sowie der 1904 eröffnete Bahnhof.
Die nationalsozialistische Zeit von 1933 bis 1945 hinterließ auch in Clusorth-Bramhar ihre Spuren. Die Mehrheit der Bevölkerung verhielt sich passiv und unpolitisch. Es gab aber auch Einwohner, die sich für den NS-Staat engagierten und Ämter in der NSDAP und anderen staatlich gelenkten Organisationen hatten. In der Chronik der hiesigen Schule sind die Eintragungen aus jener Zeit erhalten geblieben. Die NS-Propaganda ist in den Berichten unüberhörbar. So wird z. B. aus dem Jahr 1938 berichtet:
„Am 10. April 1938 schritt das deutsche Volk in einmütiger Geschlossenheit zur Wahlurne, um sein Bekenntnis für Adolf Hitler und das Großdeutsche Reich mit dem Stimmzettel zu bekräftigen. Auch in unserer Gemeinde gab es für den Führer ein einstimmiges Ja (Anm.: 267 Stimmen).“
In den ersten Jahren nach dem Zweiten Weltkrieg verzeichnete die Gemeinde Clusorth-Bramhar einen sprunghaften Anstieg der Einwohnerzahl. Zahlreiche Flüchtlingsfamilien aus den deutschen Ostgebieten mussten aufgenommen werden. Die Einwohnerzahl stieg von 499 am 17. Mai 1939 auf 659 im Jahr 1950 an.
Im Jahr 1951 wurde der Kapellenbauverein Bramhar gegründet, der als Träger die 1956 fertiggestellte Marienkapelle errichtete und bis heute unterhält.
Seit den 1960er Jahren wurden in Clusorth-Bramhar verschiedene Neubaugebiete ausgewiesen, beginnend mit dem „Rosengarten“. Parallel dazu wurden zahlreiche Vereine gegründet, Sportstätten wurden geschaffen und im Jahr 1987 wurde die neu erbaute Turnhalle ihrer Bestimmung übergeben.
Am 1. März 1974 wurde die Gemeinde Clusorth-Bramhar im Zuge der Gebietsreform in die Stadt Lingen (Ems) eingegliedert. Mit der Eingemeindung wurde ein Ortsrat mit dem Ortsbürgermeister als Vorsitzendem eingerichtet.

### Einwohnerentwicklung
| Jahr      | 1980 | 1990 | 2000 | 2010 |
| --------- | ---- | ---- | ---- | ---- |
| Einwohner | 722  | 775  | 870  | 876  |

## Ortsname
Seinen Ortsnamen hat Clusorth von dem Hof Klus („Cluis“) erhalten, einem älteren Hof, um den sich erst später eine Ansiedlung gebildet hat. Der Hofname „Cluis“ (Klus) deutet auf eine kleine Feldkapelle oder Klause hin. Der Zusatz „ort“ bezieht sich auf eine Spitze. Hierbei wird es sich um einen Hof gehandelt haben, der sich an einem Ende, an einer Spitze eines Besitztums befand. In Bezug auf Clusorth darf angenommen werden, dass es sich bei der betreffenden Stelle um den Klus-Hof gehandelt hat. Dieses Anwesen lag im Randbereich des Kirchspiels Bawinkel. Das hochdeutsche Wort „Ort“, bedeutend für „Stelle“, kommt für den Namensursprung nicht in Betracht.
Der Name „Bramhar“ setzt sich zusammen aus dem niederdeutschen Wort „Bram“ oder „Braom“ für Ginster und der Endung „haar“ für Erhebung oder Hügel. Bramhar bedeutet also so viel wie „Ginsterhügel“ oder „Ginsterhöhe“.

## Politik
Der Ortsrat, der Clusorth-Bramhar vertritt, setzt sich aus neun Mitgliedern zusammen. Die Ratsmitglieder werden durch eine Kommunalwahl für jeweils fünf Jahre gewählt. Die aktuelle Amtszeit begann am 1. November 2021 und endet am 31. Oktober 2026.
Bei der Kommunalwahl 2021 ergab sich folgende Sitzverteilung:
| Ortsrat 2021Insgesamt 9 Sitze - FDP: 1 - CDU: 8 |

## Persönlichkeiten

### Söhne und Töchter der Gemeinde
- Heinz Rolfes (* 1947), Politiker; u. a. Abgeordneter des Niedersächsischen Landtags
- Aloys Strodt (1910–1985), Landwirt und Politiker; u. a. Landrat des Landkreises Meppen 1968–1976